# Williams (cráter)

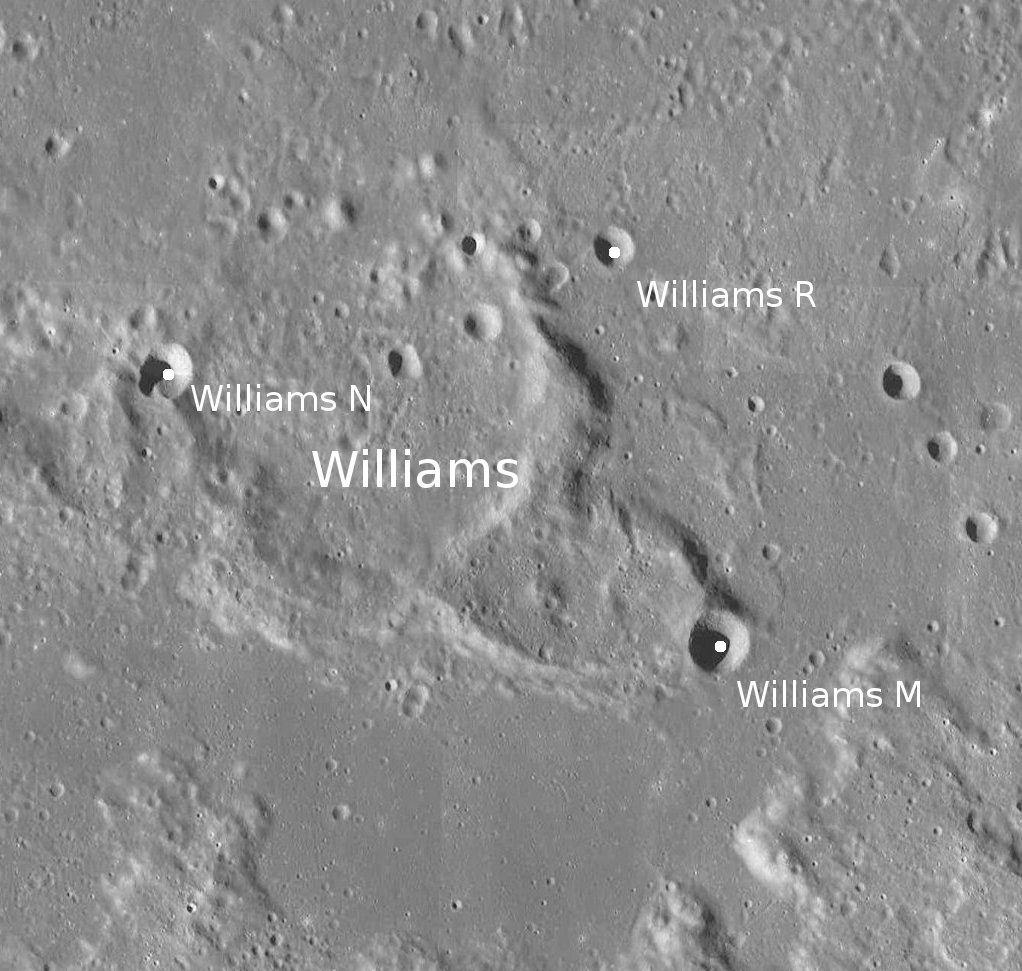
Entorno de Williams (Imagen LRO)

Williams es el remanente de un cráter de impacto que se encuentra al sur del prominente cráter Hércules, en la parte noreste de la Luna. El borde sur limita con el Lacus Somniorum, un pequeño mar lunar que se extiende al sur y al oeste. Al suroeste se halla el cráter de borde afilado Grove.
Quedan pocos restos del cráter original, aparte de una cresta baja curva. El contorno ha sido casi totalmente destruido en la cara noroeste, dejando solo unas cuantas crestas en la superficie. El resto forma una herradura irregular, con la parte occidental unida a una serie de crestas que conducen al oeste. El suelo interior ha resurgido por el efecto de flujos de lava basáltica, formando una superficie plana, casi sin rasgos distintivos, marcada tan solo por un par de pequeños cráteres cerca del borde noreste.

## Cráteres satélite
Por convención estos elementos son identificados en los mapas lunares poniendo la letra en el lado del punto medio del cráter que está más cercano a Williams.
|          | \| Williams \| Coordenadas \| Diámetro \| \| -------- \| ---------------------------- \| -------- \| \| F \| 43°30′N 38°12′E / 43.5, 38.2 \| 7 km \| \| M \| 41°12′N 38°48′E / 41.2, 38.8 \| 5 km \| \| N \| 42°06′N 36°18′E / 42.1, 36.3 \| 5 km \| \| R \| 42°30′N 38°18′E / 42.5, 38.3 \| 4 km \| |          |
| Williams | Coordenadas | Diámetro |
| F        | 43°30′N 38°12′E / 43.5, 38.2 | 7 km     |
| M        | 41°12′N 38°48′E / 41.2, 38.8 | 5 km     |
| N        | 42°06′N 36°18′E / 42.1, 36.3 | 5 km     |
| R        | 42°30′N 38°18′E / 42.5, 38.3 | 4 km     |